# ヘルマン・ハラー (彫刻家)
ヘルマン・ハラー（Hermann Haller、1880年12月24日 - 1950年11月23日）は、スイス生まれの彫刻家である。スイスの近代彫刻の創始者とされている。

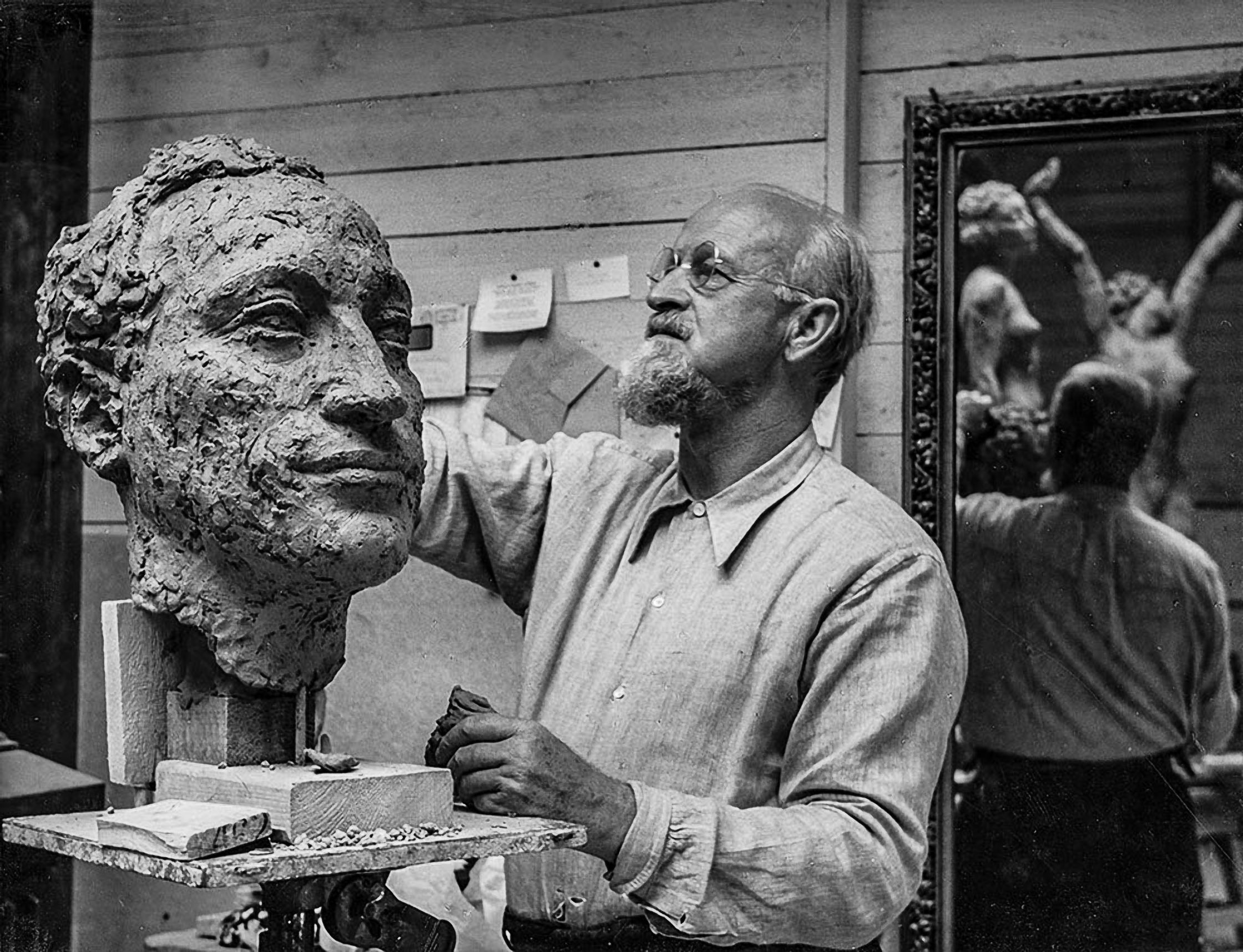
Hermann Haller about 1940, Photo: Hilmar Lokay

## 略歴
ベルンで生まれた。14歳の時、展覧会で、象徴主義的なスイスの画家、フェルディナント・ホドラーの作品を見て画家を志したとされる。シュトゥットガルトで建築を学んだ後、1901年にミュンヘン美術院に入学し、絵画のクラスに入った。同じベルン出身の学生で、ミュンヘン美術院を退学したパウル・クレー（1879-1940）と知り合い、クレーと1901年10月から1902年5月の間、イタリアを旅した。
シュトゥットガルト時代に友人になっていた詩人のアルフレート・モンベルト（Alfred Mombert: 1872-1942）との関係からスイスの実業家で美術品収集家のテオドール・ラインハート（Theodor Reinhart）の支援を受けるようになっていて、ラインハートの支援でローマに長く滞在し、そこで絵画から彫刻に転じた。1904年にモンベルトの塑像を制作し、1905年に制作したモンベルトのブロンズ像は現在カールスルーエ州立美術館に所蔵されている。
1907年には美術雑誌でに批評が掲載され彫刻家として知られるようになった、1909年1月、デュッセルドルフの役人の娘で、画家バンジャマン・ヴォーティエを母方の祖父に持つ歌手の歌手ゲルダ・アグネス・フォン・ヴェッチェン（1886-1965）と結婚した。
1909年から第一次世界大戦のが始まるまで、パリに住んだ。義理の弟になった画家のオットー・フォン・ヴェッチェン（Otto von Wätjen: 1881-1942）や後に義弟と結婚するマリー・ローランサン（1883-1956）と交流した。パリのカフェ「ル・ドーム」に集まったの芸術家の、エルネスト・デ・フィオーリ（Ernesto de Fiori: 1884-1945）やルドルフ・レヴィ（1875-1944）とも友人になった 。1916年までには最初の妻と離婚し、最初の妻は1916年に音楽家のカール・フリードベルクと再婚した。
1914年にハラーはスイスに戻り、チューリッヒで活動し、人物彫刻を制作した。1917年に画家のアダルベルト・トリルハーセ（Adalbert Trillhaase: 1858-1936）の娘の画家フェリシタス・トリルハーセ（Felicitas Trillhaase: 1894-1961）と再婚した。1919年から弟子の彫刻家のヘドウィグ・ブラウス（Hedwig Braus: 1900-1989）と愛人関係となり、1945年4月にブラウスと3度目の結婚をした。 1921年から1923年に、ブラウスとパリとイタリアへ旅し、冬の数か月間をベルリンで過ごした。
1920年代には、ハラーはドイツ語圏で最も有名な彫刻家の1人になった。
1933年にチューリッヒ大学から名誉博士号を授与された。1934年のヴェネツィア・ビエンナーレにクーノ・アミエ（Cuno Amiet: 1868-1961）とともにスイス代表として参加した。1936年にナチスによって解散されるまでドイツ画家協会（Deutscher Künstlerbund）の正会員であった。
1950年にスイスのチューリッヒで没した。

## 作品

ベルンの公園（Kleine Schanze）のスイスの航空パイオニアのオスカー・ビーダーの記念碑(1924)
Arthur Rohn（建築家）の胸像
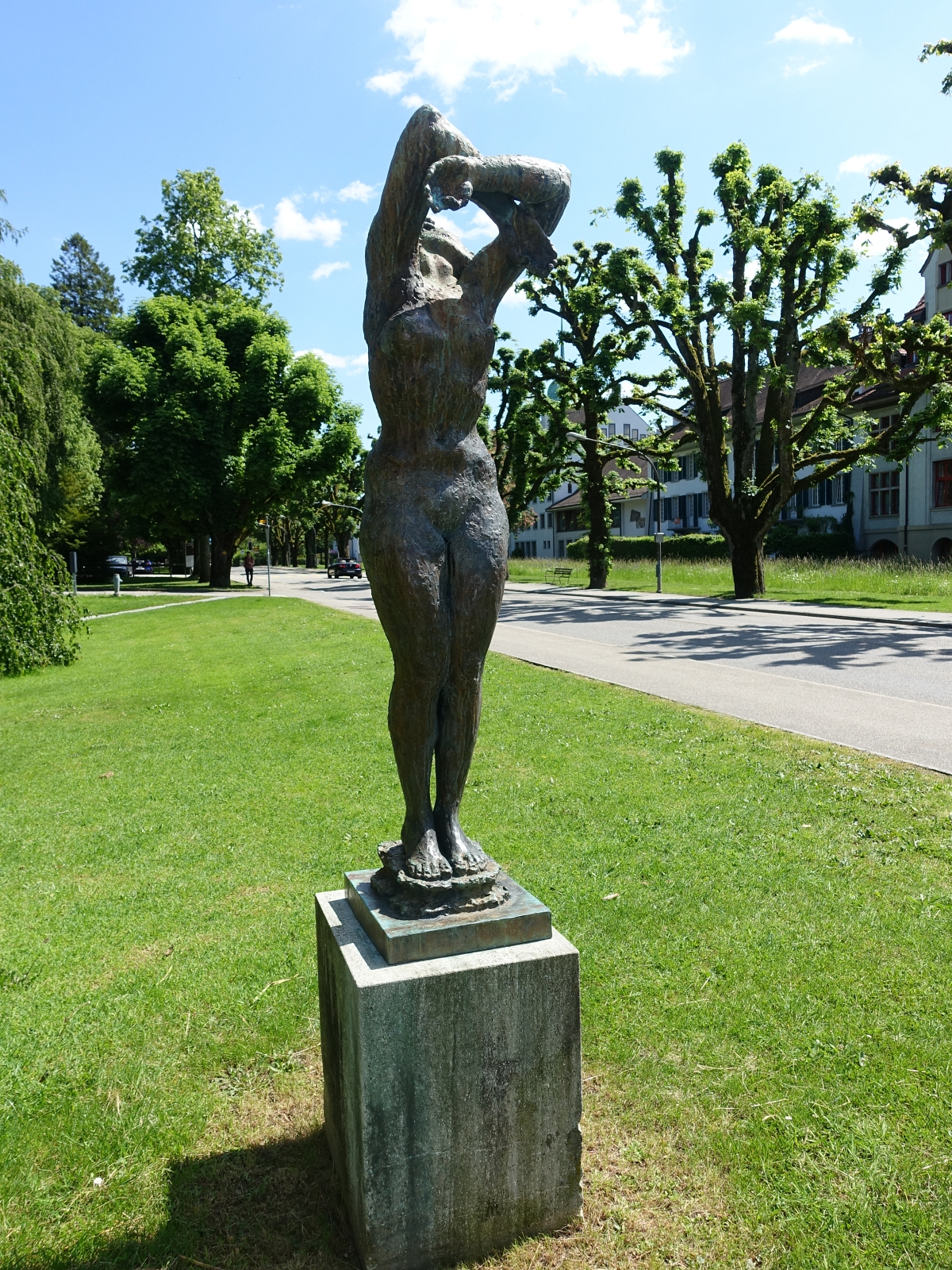
ツォフィンゲン美術館の彫刻作品
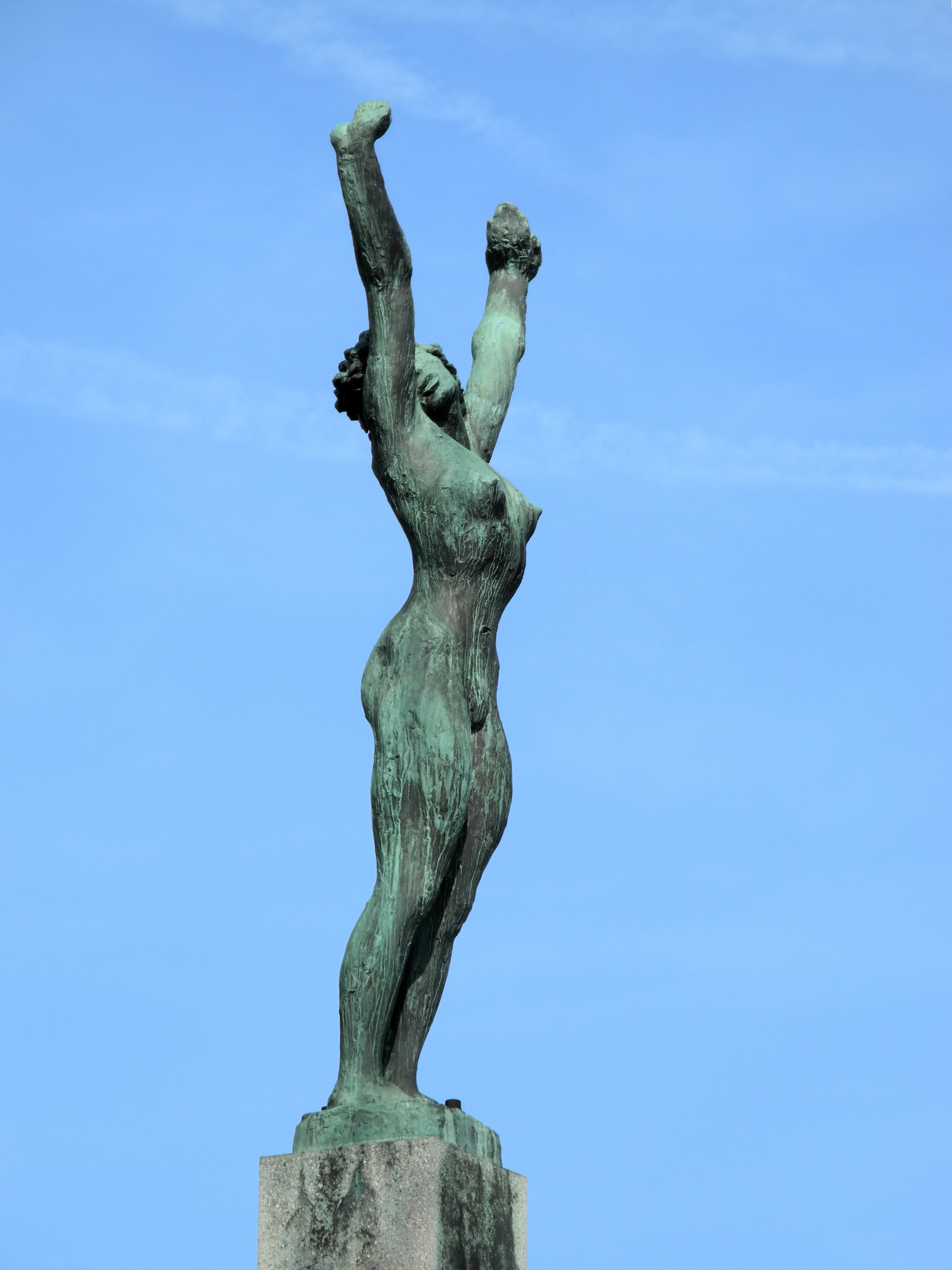
手をあげた少女像（1968年設置:チューリッヒ）